# Qu'est-ce que la vie ?
Ne doit pas être confondu avec What Is Life.
 (novembre 2018).
Si vous disposez d'ouvrages ou d'articles de référence ou si vous connaissez des sites web de qualité traitant du thème abordé ici, merci de compléter l'article en donnant les références utiles à sa vérifiabilité et en les liant à la section « Notes et références ».
Qu'est-ce que la vie ? est un essai de vulgarisation scientifique du physicien Erwin Schrödinger, paru en 1944. L'ouvrage est fondé sur une série de conférences données par l'auteur sous les auspices de l'Institut d'études avancées de Dublin, au Trinity College. Elles y ont attiré une assistance d'environ quatre cents personnes, dûment averties « que le sujet était difficile et que les conférences ne pouvaient être qualifiées de populaires, bien que l'arme la plus terrible du physicien, la déduction mathématique, y fût peu utilisée ». Le propos de Schrödinger s'attache à une question importante : « comment la physique et la chimie peuvent-elles rendre compte des évènements spatio-temporels qui se déroulent à l'intérieur des frontières d'un organisme vivant ? »
Dans le livre, Schrödinger introduit l'idée d'un « cristal apériodique » où l'information génétique serait contenue dans la configuration des liaisons covalentes. Dans les années 1950, cette idée stimule l'enthousiasme des chercheurs pour la quête de la molécule génétique. Bien que l'existence de l'ADN soit connue depuis 1869, son rôle dans la reproduction et sa forme hélicoïdale sont encore ignorés lors des conférences de Schrödinger. Rétrospectivement, le cristal apériodique peut être considéré comme une prévision théorique bien menée de ce à quoi les biologistes aboutissent dans leur recherche sur le matériel génétique. Francis Crick, codécouvreur de la structure de la molécule d'ADN, a crédité Qu'est-ce que la vie ? d'une description théorique précoce du fonctionnement du stockage de l'information génétique, qui a été pour lui une source d'inspiration dans ses premières recherches.

## Contexte
Issu des conférences prononcées à Dublin en 1943, l'essai paraît en 1944. À cette date, l'ADN n'est pas encore reconnu comme porteur de l'information héréditaire, ce qui ne sera le cas qu'à partir des expériences d’Alfred Hershey et Martha Chase en 1952. Parmi les branches les plus fructueuses de la physique d'alors figurent la physique statistique et la mécanique quantique, également de nature très statistique. Schrödinger est lui-même l'un des pères fondateurs de la mécanique quantique.
Les conceptions de Max Delbrück sur les bases physiques de la vie ont eu une influence importante sur Schrödinger. Le généticien Hermann Joseph Muller, prix Nobel 1946, avait déjà décrit dans un article de 1922, « Variation due à un changement dans le gène individuel », toutes les propriétés de base de la molécule de l'hérédité, propriétés que Schrödinger dérive des premiers principes de Qu'est-ce que la vie ? et que Muller avait précisées dans son article de 1929, « Le Gène en tant que base de la vie », et clarifiées encore au cours des années 1930.

## Contenu
Au chapitre premier, Schrödinger explique que beaucoup de lois physiques applicables à une échelle donnée résultent d'un désordre à échelle plus réduite. Il appelle ce principe « l'ordre issu du désordre. » Il donne en exemple la diffusion, qui peut être modélisée comme un processus hautement ordonné alors qu'elle découle du mouvement fortuit des atomes ou des molécules. Si le nombre d'atomes diminue, le comportement du système devient lui-même plus aléatoire. Schrödinger en conclut que la vie ayant un grand besoin d'ordre, un physicien naïf peut penser que le maître-code d'un organisme vivant doit être constitué d'un grand nombre d'atomes.
Dans les chapitres II et III, il résume ce qui est connu, à l'époque, du mécanisme de l'hérédité. Il insiste surtout sur l'importance du rôle des mutations dans l'évolution. Il en déduit que le facteur de l'information héréditaire doit être à la fois petit de taille et permanent dans le temps, ce qui contredit l'attente du physicien naïf. Cette contradiction ne peut pas être levée dans le cadre de la physique classique.
Au chapitre IV Schrödinger présente les molécules, naturellement stables même quand elles ne comportent que quelques atomes, comme la solution au problème posé. Même si les molécules étaient déjà connues, leur stabilité ne pouvait s'expliquer par la physique classique car elle renvoie au caractère discret de la mécanique quantique. De même les mutations sont directement liées aux sauts quantiques.
Schrödinger continue en expliquant, au chapitre V, que les véritables solides, eux aussi permanents, sont les cristaux. La stabilité des molécules et celle des cristaux tiennent du même principe, si bien qu'on peut appeler la molécule un « solide en germe ». Inversement un solide amorphe, dénué de structure cristalline, doit plutôt être vu comme un liquide de très haute viscosité. Schrödinger pense que le matériau de l'hérédité est une molécule, qui à la différence d'un cristal ne se répète pas. Il l'appelle cristal apériodique. L'apériodicité permet de coder un nombre presque infini de possibilités avec un petit nombre d'atomes. Enfin il rapproche ce tableau des faits connus et constate qu'il est en accord avec eux.
Au chapitre VI Schrödinger déclare :

« ... le domaine du vivant, sans échapper aux « lois de la physique » telles qu'elles sont aujourd'hui établies, est susceptible d'impliquer « d'autres lois de la physique » jusqu'ici inconnues et qui pourtant, une fois révélées, deviendront partie intégrante de la science tout autant que les précédentes. »

Il sait que cette assertion prête à confusion et tente de la clarifier. Le principe majeur impliqué dans « l'ordre issu du désordre » est le deuxième principe de la thermodynamique, selon lequel l'entropie ne fait que croître. Schrödinger explique que la matière vivante se soustrait à la désintégration qui conduit à l'équilibre thermodynamique en se nourrissant de néguentropie.
Au chapitre VII, il soutient que « l'ordre issu de l'ordre » n'est pas une nouveauté absolue en physique. En fait, c'est même un principe plus simple et plus plausible. Cependant la nature suit celui de « l'ordre issu du désordre », à quelques exceptions près comme le mouvement des corps célestes ou le comportement d'objets mécaniques comme les montres. Mais même dans ces cas-là des forces thermiques et frictionnelles interviennent. Le degré auquel un système suit un fonctionnement plutôt mécanique ou plutôt statistique dépend de la température. Chauffée, la montre cesse de fonctionner parce qu'elle fond. Inversement, quand la température s'approche du zéro absolu, tout système se comporte de façon de plus en plus mécanique. Certains systèmes, comme les horloges, atteignent ce type de fonctionnement à température ambiante.
Schrödinger conclut ce chapitre et l'ensemble du livre par des spéculations philosophiques sur le déterminisme, le libre arbitre et le mystère de la conscience humaine. Il se sent proche de la conception hindoue du Brahman, dans laquelle la conscience de chaque individu n'est qu'une manifestation d'une conscience unitaire qui habite l'univers entier. Dans le paragraphe final, il souligne que ce que signifie le « Je » n'est pas la collection des évènements vécus, mais « précisément la toile sur laquelle ils sont collectés. » Si un hypnotiseur réussit à effacer toutes les réminiscences du passé, écrit-il, il n'y aura pas de perte d'existence personnelle — « et jamais il n'y en aura. »

## Paradoxe de Schrödinger
Ne doit pas être confondu avec Chat de Schrödinger.
Le paradoxe de Schrödinger tire son origine des idées présentées dans Qu'est-ce que la vie ?. Ce paradoxe et sa solution peuvent être brièvement présentés ainsi : dans un monde régi par le second principe de la thermodynamique, tout système fermé tend à s'approcher d'un état de désordre maximum ; en revanche la vie tend à atteindre et maintenir un état hautement ordonné, ce qui semble violer le second principe. La solution du paradoxe est qu'un système vivant n'est pas un fermé. L'accroissement de l'ordre à l'intérieur d'un organisme est plus que compensé par un accroissement du désordre à l'extérieur de cet organisme. Par ce mécanisme, le second principe est vérifié : la vie maintient un état d'ordre élevé localement, permis par un accroissement net du désordre dans l'Univers. Afin d'accroître la complexité sur Terre, comme le fait la vie, il faut un apport d'énergie, fournie par le soleil.

## Réception
L'ouvrage de Schrödinger est commenté et critiqué par Raymond Ruyer, notamment sur ses présupposés philosophiques et métaphysiques, dans le chapitre XV de Néo-finalisme.